# Hồi lá mỏng
Hồi lá mỏng hay hồi hoa nhỏ (danh pháp: Illicium tenuifolium) là một loài thực vật có hoa trong họ Schisandraceae. Loài này được (Ridl.) A.C. Sm. miêu tả khoa học đầu tiên năm 1947.